# Pucang (Secang)
Pucang is een bestuurslaag in het regentschap Magelang van de provincie Midden-Java, Indonesië. Pucang telt 2764 inwoners (volkstelling 2010).